# Bevaringsøkologi
Ordet bevaringsøkologi bruges om en lang række emner, der drejer sig om naturbevaring, naturgenopretning, fredning og de dele af økologien, som er relevante i den sammenhæng.
En stor del af forskningen omkring bevaringsøkologi har beskæftiget sig med de problemer, der opstår, når populationer kommer under en vis, kritisk mindstestørrelse. I de senere år er opmærksomheden dog i stigende grad blevet samlet om betydningen af at bevare hele biotoper i stedet for at kæmpe med at holde små bestande af dyr eller planter i live gennem punktfredninger.

## Eksempler på praktisk bevaringsøkologi
- Fredning og genopretning af løvfrøens biotoper i Sønderjyllands og Århus amter.
- Fredning af orkidébiotopen på Møns klint.
- Fredningen af Amager Fælled bl.a. af hensyn til bestanden af Blå Iris (Iris spuria)